# Copa de baloncesto de Francia 2017-18
La 41ª edición de la Copa de baloncesto de Francia (en francés Coupe de France y también conocida como  Trophée Robert Busnel en memoria de Robert Busnel, baloncestista francés fallecido en 1991) es una competición organizada por la Federación francesa de baloncesto que se celebró desde el 19 de septiembre de 2017 hasta el 21 de abril de 2018, en la que participaron equipos profesionales y aficionados en un sistema de eliminatoria directa. La final se jugó el 21 de abril en el AccorHotels Arena de París.

## Calendario
| Ronda | Denominación            | Fecha                    | Participantes | Siguen |
| 1     | 64avos de final         | 19 de septiembre de 2017 | 28            | 14     |
| 2     | 32avos de final         | 7 de noviembre de 2017   | 36            | 18     |
| 3     | 16avos de final         | 23 de enero de 2018      | 18            | 9      |
| 4     | Octavos de final        | 13 de febrero de 2018    | 16            | 8      |
| 5     | Cuartos de final        | 24 de marzo de 2018      | 8             | 4      |
| 6     | Semifinales             | 25 de marzo de 2018      | 4             | 2      |
| 7     | Final AccorHotels Arena | 21 de abril de 2018      | 2             | 1      |

## 64avos de final
| Club (division)                        | Résultat | Club (division)                      | Lieu                 |
| -------------------------------------- | -------- | ------------------------------------ | -------------------- |
| Chartres (NM1)                         | 77-68    | UJAP Quimper (Pro B)                 | Chartres             |
| SOMB (NM1)                             | 68-66    | Vendée Challans Basket (NM1)         | Boulogne-sur-Mer     |
| Berk Rang du Fliers (NM2)              | 63-115   | Caen (Pro B)                         | Berck                |
| Lorient (NM1)                          | 86-77    | Brissac (NM1)                        | Lorient              |
| La Charité Basket 58 (NM1)             | 75-93    | Chorale Roanne Basket (Pro B)        | La Charité-sur-Loire |
| Souffelweyersheim (NM1)                | 87-95    | Gries (NM1)                          | Souffelweyersheim    |
| Kaysersberg (NM2)                      | 76-84    | Vichy-Clermont (Pro B)               | Kaysersberg          |
| Saint-Vallier (NM1)                    | 75-60    | Aix-Maurienne (Pro B)                | Saint-Vallier        |
| Union Tarbes Lourdes PB (NM1)          | 88-87    | ALS Basket Andrézieux-Bouthéon (NM1) | Lourdes              |
| Azuréa Club Golfe-Juan-Vallauris (NM2) | 82-95    | Saint-Chamond Basket (Pro B)         | Vallauris            |
| US Aubenas Basket (NM1)                | 83-79    | Sorgues Basket Club (NM1)            | Aubenas              |
| Rueil Athletic Club (NM1)              | 83-86    | Saint-Quentin (NM1)                  | Rueil-Malmaison      |
| GET Vosges (NM1)                       | 73-80    | BC Orchies (NM1)                     | Épinal               |
| Effort Basket Mirecourt (NM3)          | 57-105   | ASC Denain Voltaire (Pro B)          | Mirecourt            |

## 32avos de final
Los equipos de Pro A se incorporaron a la competición. Los 36 equipos en liza se repartieron en tres bombos geográficos y deportivos (3 clubes de NM1 por grupo).
| Club (división)               | Resultado | Club (división)               | Sede          |
| ----------------------------- | --------- | ----------------------------- | ------------- |
| Saint-Vallier (NM1)           | 71-62     | Fos-sur-Mer (Pro B)           | Saint-Vallier |
| Chorale Roanne Basket (Pro B) | 86-62     | Vichy-Clermont (Pro B)        | Roanne        |
| Poitiers (Pro B)              | 75-70     | Saint-Chamond Basket (Pro B)  | Poitiers      |
| US Aubenas Basket (NM1)       | 58-77     | Union Tarbes Lourdes PB (NM1) | Aubenas       |
| Boulazac (Pro A)              | 75-73     | Antibes (Pro A)               | Boulazac      |
| Limoges CSP (Pro A)           | 50-80     | Hyères Toulon (Pro A)         | Poitiers      |

| Club (división)                        | Resultado | Club (división)                       | Sede                 |
| -------------------------------------- | --------- | ------------------------------------- | -------------------- |
| Lille Métropole Basket Clubs (Pro B)   | 78-81     | ASC Denain Voltaire (Pro B)           | Lille                |
| SLUC Nancy Basket (Pro B)              | 75-82     | Orléans Loiret Basket (Pro B)         | Nancy                |
| BC Orchies (NM1)                       | 65-69     | JL Bourg (Pro A)                      | Orchies              |
| Étoile de Charleville-Mézières (Pro B) | 75-83     | JDA Dijon (Pro A)                     | Charleville-Mézières |
| Champagne Châlons Reims Basket (Pro A) | 86-85     | Élan béarnais Pau-Lacq-Orthez (Pro A) | Châlons-en-Champagne |
| Gries (NM1)                            | 80-77     | Saint-Quentin (NM1)                   | Gries                |

| Club (división)                  | Resultado | Club (división)                      | Sede             |
| -------------------------------- | --------- | ------------------------------------ | ---------------- |
| Lorient (NM1)                    | 75-69     | Rouen Métropole Basket (Pro B)       | Lorient          |
| Blois (Pro B)                    | 82-73     | Hermine de Nantes Atlantique (Pro B) | Blois            |
| Caen Basket Calvados (Pro B)     | 68-79     | Cholet Basket (Pro A)                | Caen             |
| SOMB (NM1)                       | 79-68     | Le Havre (Pro B)                     | Boulogne-sur-Mer |
| Chartres (NM1)                   | 83-91     | ALM Évreux Basket (Pro B)            | Chartres         |
| BCM Gravelines Dunkerque (Pro A) | 73-69     | Le Mans (Pro A)                      | Gravelines       |

## Dieciseisavos de final
| Club (división)                  | Resultado | Club (división)                        | Sede             |
| -------------------------------- | --------- | -------------------------------------- | ---------------- |
| SOMB (NM1)                       | 99-89     | Gries (NM1)                            | Boulogne-sur-Mer |
| Poitiers (Pro B)                 | 84-87     | Boulazac (Pro A)                       | Poitiers         |
| Chorale Roanne Basket (Pro B)    | 70-89     | Champagne Châlons Reims Basket (Pro A) | Roanne           |
| Orléans Loiret Basket (Pro B)    | 103-87    | JDA Dijon (Pro A)                      | Orléans          |
| BCM Gravelines Dunkerque (Pro A) | 70-73     | JL Bourg (Pro A)                       | Gravelines       |
| Union Tarbes Lourdes PB (NM1)    | 71-73     | ASC Denain Voltaire (Pro B)            | Tarbes           |
| ALM Évreux Basket (Pro B)        | 79-90     | Hyères Toulon (Pro A)                  | Évreux           |
| Saint-Vallier (NM1)              | 78-76     | Cholet Basket (Pro A)                  | Saint-Vallier    |
| Lorient (NM1)                    | 69-74     | Blois (Pro B)                          | Lorient          |

## Octavos de final
| Club (división)               | Resultado | Club (división)                        | Sede             |
| ----------------------------- | --------- | -------------------------------------- | ---------------- |
| Nanterre (Pro A)              | 86-75     | Le Portel (Pro A)                      | Nanterre         |
| Orléans Loiret Basket (Pro B) | 82-77     | Champagne Châlons Reims Basket (Pro A) | Orléans          |
| SOMB (NM1)                    | 65-86     | Levallois (Pro A)                      | Boulogne-sur-Mer |
| Strasbourg (Pro A)            | 93-64     | JL Bourg (Pro A)                       | Strasbourg       |
| Boulazac (Pro A)              | 100-96    | Chalon-sur-Saône (Pro A)               | Boulazac         |
| Saint-Vallier (NM1)           | 60-72     | ASC Denain Voltaire (Pro B)            | Saint-Vallier    |
| Monaco (Pro A)                | 81-65     | Hyères Toulon (Pro A)                  | Monaco           |
| Blois (Pro B)                 | 62-70     | Lyon-Villeurbanne (Pro A)              | Blois            |

## Cuartos de final
| Club (división)               | Resultado | Club (división)    | Sede    |
| ----------------------------- | --------- | ------------------ | ------- |
| ASC Denain Voltaire (Pro B)   | 66-79     | Nanterre (Pro A)   | Trélazé |
| Orléans Loiret Basket (Pro B) | 71-75     | Levallois (Pro A)  | Trélazé |
| Boulazac (Pro A)              | 86-63     | Monaco (Pro A)     | Trélazé |
| Lyon-Villeurbanne (Pro A)     | 79-93     | Strasbourg (Pro A) | Trélazé |

## Semifinales
| Club (división)  | Resultado | Club (división)    | Sede    |
| ---------------- | --------- | ------------------ | ------- |
| Boulazac (Pro A) | 79-66     | Levallois (Pro A)  | Trélazé |
| Nanterre (Pro A) | 71-79     | Strasbourg (Pro A) | Trélazé |

## Final
La final se disputó el 21 de abril de 2018
| Club (división)  | Resultado | Club (división)    | Sede                      |
| ---------------- | --------- | ------------------ | ------------------------- |
| Boulazac (Pro A) | 62-82     | Strasbourg (Pro A) | Paris (AccorHotels Arena) |